# 甘肃人民出版社
甘肃人民出版社建立于1951年，位于甘肃省兰州市南滨河东路520号，ISBN代码7-226。甘肃人民出版社下辖甘肃少年儿童出版社、甘肃教育出版社、甘肃科学技术出版社、甘肃人民美术出版社、敦煌文艺出版社等6个专业社，主要出版刊物有《读者》、《飞碟探索》、《甘肃画报》、《故事作文月刊》、《妈妈画刊》等6种期刊。

## 历史沿革
甘肃人民出版社于1951年3月5日正式成立，隶属于中共甘肃省委宣传部和甘肃省文教厅。1966年文化大革命开始以后，甘肃人民出版社仅出版毛泽东的著作。文化大革命期间，甘肃人民出版社曾被甘肃省革命委员会撤销和改组。1978年2月，中共甘肃省委决定恢复甘肃人民出版社，为地级事业单位；甘肃省出版局和甘肃人民出版社的行政管理机构合署办公、一个机构两块牌子。
2006年1月，甘肃人民出版社改制组建读者出版集团。